# Syngliocladium intricatum
Syngliocladium intricatum är en svampart som beskrevs av Petch 1942. Syngliocladium intricatum ingår i släktet Syngliocladium och familjen Ophiocordycipitaceae.   Inga underarter finns listade i Catalogue of Life.